# Tịnh Khê
Tịnh Khê là một xã thuộc tỉnh Quảng Ngãi, Việt Nam.
Xã Tịnh Khê có diện tích 15,62 km², dân số năm 2019 là 23.978 người, mật độ dân số đạt 1535 người/km².Tịnh Khê gồm các thôn Mỹ Lại , Cổ Lũy , Trường Định và thôn Tư Cung . Nơi đây còn có di tích thảm sát Sơn Mỹ .

## Lịch sử
Xã này từng là một phần của huyện Sơn Tịnh cho đến khi Thủ tướng Chính phủ Việt Nam ký Nghị quyết số 123/NQ-CP có nội dung sáp nhập Tịnh Khê vào địa phận thành phố Quảng Ngãi.